# Melonini
Tribu
Synonymes
- Cymbiolinae Bondarev, 1995[1]

Melonini est une tribu de mollusques gastéropodes de la famille des Volutidae.

## Liste des genres
Selon World Register of Marine Species (14 décembre 2018) :
- genre Cymbiola Swainson, 1831
- genre Melo Broderip in Sowerby I, 1826